# Geminiviridae
Geminiviridae è una famiglia dell'ordine Geplafuvirales di virus che colpiscono le piante.
I virioni comprendono due icosaedri incompleti, di 30 nm di lunghezza x 18 nm, uniti come gemelli siamesi. Sono privi di involucro e dotati di ssDNA circolare chiuso. Replicazione nucleare. Possono persistere negli insetti vettori, ma non si moltiplicano al loro interno.